# Perilampus minutalis
Perilampus minutalis är en stekelart som beskrevs av Wallace A. Steffan 1952. Perilampus minutalis ingår i släktet Perilampus och familjen gropglanssteklar. Inga underarter finns listade i Catalogue of Life.